# Dłużyce (Boczów)
Dłużyce – część wsi Boczów w Polsce położona w województwie małopolskim, w powiecie bocheńskim, w gminie Łapanów.
W latach 1975–1998 Dłużyce należały administracyjnie do województwa tarnowskiego.